# Монтайтаський сільський округ
Монтайта́ський сільський округ (каз. Монтайтас ауылдық округі, рос. Монтайтасский сельский округ) — адміністративна одиниця у складі Ариської міської адміністрації Туркестанської області Казахстану. Адміністративний центр — село Монтайтас.
Населення — 5394 особи (2021; 5583 у 2009, 6254 у 1999, 5952 у 1989).
Станом на 1989 рік існувала Монтайтаська сільська рада (села Бакирша, Кожатогай, Монтайтас, селища Актас, Кабилсай, Роз'їзд 42, Тогансай, Шагир) Ленінського району. 2021 року до складу округу була включена територія площею 5 км² зі складу Буржарського сільського округу Ордабасинського району.

## Склад
До складу округу входять такі населені пункти:
| Населений пункт              | Колишні назви | Населення, осіб (1989) | Населення, осіб (1999) | Населення, осіб (2009) | Населення, осіб (2021) |
| ---------------------------- | ------------- | ---------------------- | ---------------------- | ---------------------- | ---------------------- |
| Актас, село                  | -             | 147                    | 129                    | 141                    | 141                    |
| Атамекен, село               | Кожатогай     | 520                    | 211                    | 580                    | 1022                   |
| Бакирша, село                | -             | 335                    | 105                    | 120                    | 94                     |
| Кабилсай, село               | -             | 407                    | 492                    | 486                    | 482                    |
| Монтайтас, село              | -             | 3417                   | 4249                   | 3248                   | 2603                   |
| Роз'їзд 42, станційне селище | -             | 46                     | 46                     | 61                     | 84                     |
| Тогансай, село               | -             | 307                    | 226                    | 68                     | 101                    |
| Шагир, село                  | -             | 773                    | 796                    | 879                    | 867                    |